# Wadowice (gmina)
Wadowice est une gmina mixte du powiat de Wadowice, Petite-Pologne, dans le sud de Pologne. Son siège est la ville de Wadowice, qui se situe environ 38 km au sud-ouest de la capitale régionale Cracovie.
La gmina couvre une superficie de 113 km2 pour une population de 37 481 habitants.

## Géographie
Outre la ville de Wadowice, la gmina inclut les villages de Babica, Barwałd Dolny, Chocznia, Gorzeń Dolny, Gorzeń Górny, Jaroszowice, Kaczyna, Klecza Dolna, Klecza Górna, Ponikiew, Ponikiew-Chobot, Roków, Stanisław Górny, Wysoka et Zawadka.
La gmina borde les gminy de Kalwaria Zebrzydowska, Mucharz, Stryszów, Tomice, Wieprz et Zembrzyce.